# Ева Бото
Ева Бото (1. децембар 1995) је словеначка поп певачица, представница Словеније на Евровизији 2012.

## Биографија
Ева Бото је рођена у малом селу Шентјанж при Дравограду, које се налази 120 километара од Љубљане у северној Словенији. Певала је од раног детињства у посебно опремљеној музичкој соби у свом дому. Са 10 година Ева је наступила на међународном музичком такмичењу у Аустрији и победила. Ева је широј јавности постала позната након објављивања песме „Вземи ме“ 2011. Средином исте године учествовала је на аудицији, на основу које је примљена у пројекат Мисија Евровизија у организацији РТВ Словенија.

## Мисија Евровизија
2. октобра одржана је премијера ТВ пројекта „Мисија Евровизија“ чији је циљ био одабир два извођача за учешће на „ЕМА 2012“ – националном избору за Песму Евровизије. Након тромесечног програма, Ева Бото је постала победница заједно са сестрама Прусник, престигавши певачицу Нику Зорјан по броју гласова гледалаца и жирија  . Након завршетка „Мисије“, Ева је постала тражена личност у словеначком шоу бизнису: снимила је песму „То лето бо моје“ у дуету са познатим словеначким певачем Јаном Плестењаком. Учествовала у церемонији. „Словенец лета 2011“ („Словенец 2011“ )  и на другим јавним догађајима у Словенији.

## ЕМА-2012
За национални избор песме за Евровизију 2012. снимљене су три песме у извођењу Еве Бото: „Верјамем“, „Бежи“ и „А си сањал ме“ . У финалу „ЕМА-2012” песма „Верјамем” ( „Верујем” )  добила је највише гласова гледалаца и са њом је Ева Бото наступила у другом полуфиналу Евровизије 2012. у Бакуу. У полуфиналу је завршила на (претпоследњем) 17. месту, не успевши да се пласира у финале.

## Синглови
| Година | Име                                       |      |            |
| ------ | ----------------------------------------- | ---- | ---------- |
| Година | Име                                       | 2011 | "Вземи ме" |
| 2012   | "То лето бо моје" (са Јаном Плестењаком ) |      |            |
| 2012   | " Верјамем "                              |      |            |
| 2012   | "Двигни ми крила"                         |      |            |

## Награде и достигнућа
| Година | Догађај                          |
| ------ | -------------------------------- |
| 2012   | " Мисија Евровизија "            |
| 2012   | ЕМА 2012                         |
| 2012   | Полуфинале Песме Евровизије 2012 |
| 2012   | "Мелодија морја ин сонца"        |